# Hargitai Tihamér
Hargitai Tihamér, Hargitai Tihamér Károly József, 1898-ig Holub (Budapest, 1887. január 15. – Budapest, Erzsébetváros, 1964. március 5.) magyar királyi postatanácsos, postaigazgató, költő, író.

## Életútja
Hargitai Károly posta- és távírda főtiszt és Obetko Zsuzsanna fiaként született. Holub családi nevét 1898-ban Hargitaira változtatta. A középiskola elvégzése után államtudományi doktori oklevelet szerzett. De hajlamai és igazi érdeklődése az irodalom felé vonzották. Már 15 éves korában megjelent első verse a Budapesti Naplóban és ettől az időtől kezdve állandóan közölték verseit, novelláit az Ország-Világ, Egyetértés, Budapesti Hírlap, Pesti Hírlap és Képes Családi Lapok. Később az Új Nemzedék, Magyarság stb. állandó munkatársa lett. 
Mély vallásos érzésről tanúskodó versei a katolikus folyóiratokban, elmés, humoros versei pedig az Urambátyám c. lapban láttak napvilágot. Gyermekverseit felhasználták az elemi iskolák olvasókönyveit összeállító személyiségek és műdalainak nagy részét megzenésítették. Színházi vonatkozású költeményeit a Színházi Élet és a Délibáb közölte. Hét önálló könyve jelent meg. Első könyvei verseskötetek, melyeknek alaphangja általában szomorú, de azért felcsendül belőlük a legnagyobb vigasztalás, a hit. Első verseskönyve Ingovány címmel 1913-ban jelent meg. További költeménykötetek: Halálkaraván, Őszi vihar és Hétágú síp. A Halálkaraván kötetről Rákosi Jenő a Budapesti Hírlapban Tóth Árpád pedig a Nyugatban írt elismerő tanulmányt. Ezután egy anekdotás könyve jelent meg Bolondság az élet címmel. További két műve novelláskötet Férfi sorsa a nő és Dáriusok és Lázárok. A novellák hősei összetört szívű emberek. Egyik novelláját, A csizma címűt az első világháború végén színdarabbá dolgozta fel s ezt nagy sikerrel adták elő a budapesti Városligeti Színházban és Magyarország legtöbb vidéki színházában. 
Szépirodalmi munkásságán kívül értékes értékes szakírói tevékenységet is kifejtett. Több mint harminc évig munkatársa volt a Postás Évkönyvnek. Németül is beszélt. Halálát szívkoszorúér-elzáródás okozta. Felesége Ihász Gizella Anna volt, akivel 1915. október 12-én Budapesten, az Erzsébetvárosban kötött házasságot.